# Henry Arthur McArdle
Henry Arthur McArdle (Belfast, 9 giugno 1836 – San Antonio, 16 febbraio 1908) è stato un pittore irlandese con cittadinanza statunitense.

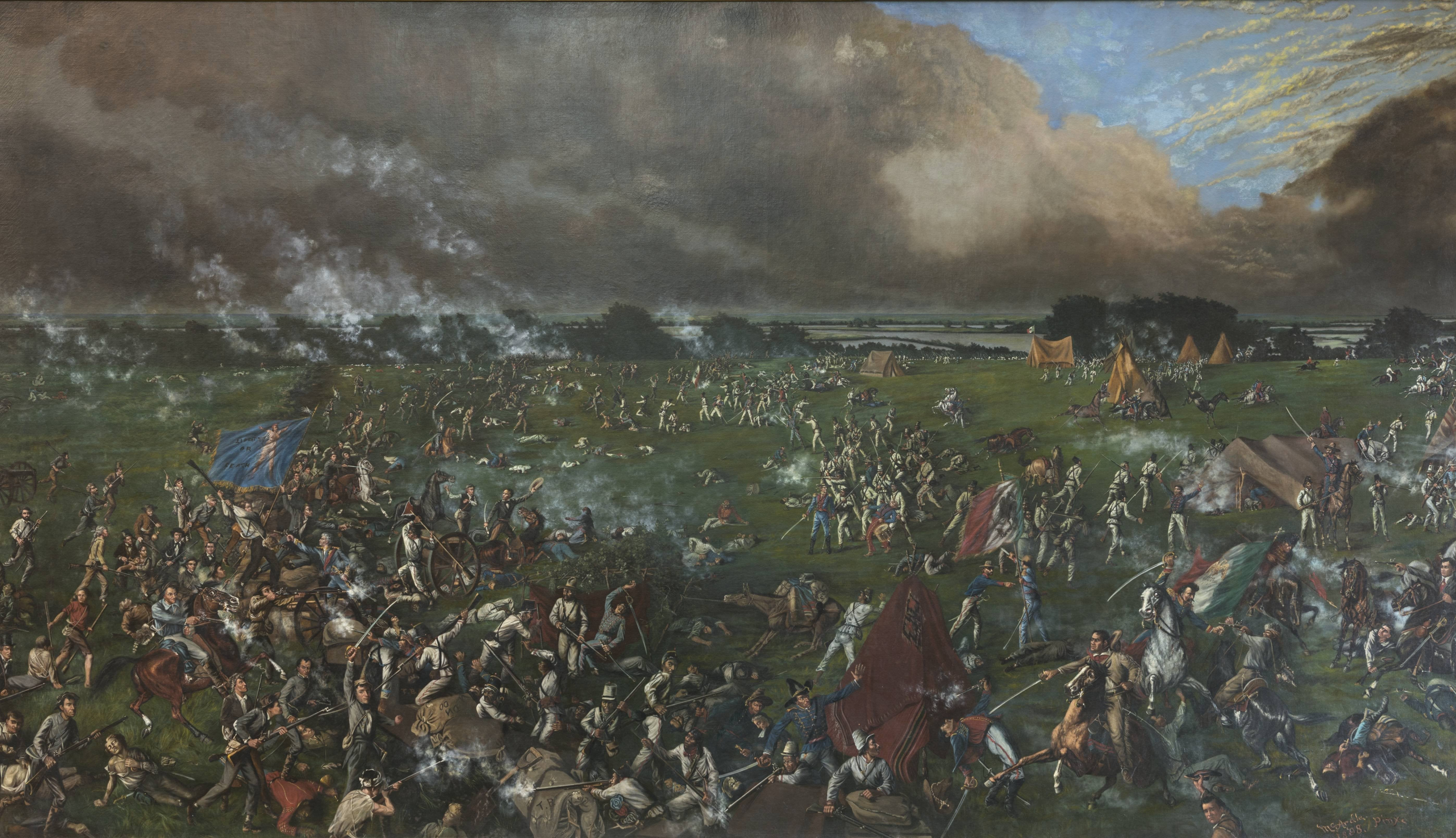
La Battaglia di San Jacinto (1895)

Dawn at the Alamo 1905.

Di nazionalità irlandese, in gioventù si trasferì con la famiglia nel Maryland (Stati Uniti) dove studiò presso il Collegio delle Arti del Maryland. Durante la guerra civile americana fu cartografo del generale sudista Robert E. Lee. Dopo la guerra ebbe un lavoro presso la Baylor University e il Collegio Femminile dell'Università di Mary Hardin–Baylor, trasferendosi poi con la moglie Jennie Smith a Independence nel Texas, ove fu noto anche come Harry McArdle,
Giunto in Texas egli intervistò i membri della Texas Brigade, che combatterono con il generale Robert E. Lee, nella ricerca effettuata per il suo successivo dipinto dal titolo Lee at the Wilderness. Nel 1890, il governatore del Texas Lawrence Sullivan Ross gli commissionò un dipinto di Jefferson Davis da appendere nella sede del Campidoglio del Texas. McArdle si trasferì poi a San Antonio e continuò a dipingere molte scene sulla storia del Texas.
Egli è soprattutto noto per il suo dipinto del 1895 La Battaglia di San Jacinto, che illustra Sam Houston, e Dawn at the Alamo, che rappresenta la battaglia finale e che fu terminato nel 1875.
Il dipinto originale era appeso nel Campidoglio del Texas ma andò perduto con l'incendio che distrusse l'edificio nel 1881. Egli ne dipinse un'altra versione nel 1905, che rappresentava Davy Crockett, James Bowie e William B. Travis.  Entrambi i dipinti furono acquistati dalla famiglia da parte dello Stato del Texas dopo la sua morte, e ora sono appesi nella camera del Senato del Campidoglio Statale del Texas.
Rimasto vedovo nel 1871, sposò Isophene Lacy Dunnington. La coppia ebbe cinque figli. Lei morì il 18 giugno 1907 e lui il 16 febbraio 1908. Sono sepolti insieme nel cimitero cittadino #6 in San Antonio.
Nel gennaio del 2015, una collezione dei giornali di McArdle's, della sua corrispondenza, degli attrezzi per dipingere e di altro materiale fu posto on line da parte del Baylor University's Digital Projects Group e della The Texas Collection. I materiali, che furono forniti dalle Baylor University's holdings e dai discendenti di McArdle, sono disponibili per ricerche tramite le Baylor University Libraries Digital Collections.

## Opere importanti
Elenco parziale:
- 1872 Lee at the Wilderness
- 1875 Dawn at the Alamo
- 1905 Dawn at the Alamo
- 1875 The Settlement of Austin's Colony or The Log Cabin
- 1890 Jefferson Davis
- 1895 La battaglia di San Jacinto